# Snježana Kordić
Snježana Kordić (pronunciado [ˈsɲěʒana kôːrditɕ] (escucharⓘ), Osijek, 29 de octubre de 1964) es una eslavista y lingüista croata, especializada en la investigación de la gramática serbocroata y sociolingüística, autora del libro Lengua y nacionalismo.

## Trayectoria académica
Snježana Kordić cursó estudios de filología croata en la universidad de Osijek. En 1990 fue becaria de investigación en la misma universidad en el área de lingüística (filología croata). En menos de un año pasó a la facultad de Filosofía de Zagreb, ejerciendo como profesora asistente en la Cátedra de lengua croata contemporánea - Departamento de filología croata. Allí, en medio de turbulentas desavenencias en el campo de la filología croata, tuvo la oportunidad de experimentar en primera persona una serie de vivencias negativas en el ámbito de su profesión, algo que más tarde le valdría para analizar con agudeza este tipo de fenómenos. Obtuvo el Máster en 1992 y se doctoró en 1993 en la misma facultad de Zagreb. Seguidamente, marchó a Alemania, donde ha pasado quince años como colaboradora de investigación, docente y profesora en universidades de Bochum, Münster, Berlín y Fráncfort del Meno.

## Investigación
Ha publicado numerosos artículos científicos sobre la sintaxis, lingüística del texto, cohesión textual, pragmática, semántica, lingüística de corpus, lingüística cuantitativa,lexicología. Ella exploraba oraciones de relativo, pronombres personales, demostrativos, definitud gramatical, cohesión textual, anáfora, catáfora, deícticos, correferencia, conjunciones, adverbios, número gramatical, germanismos, verbos.

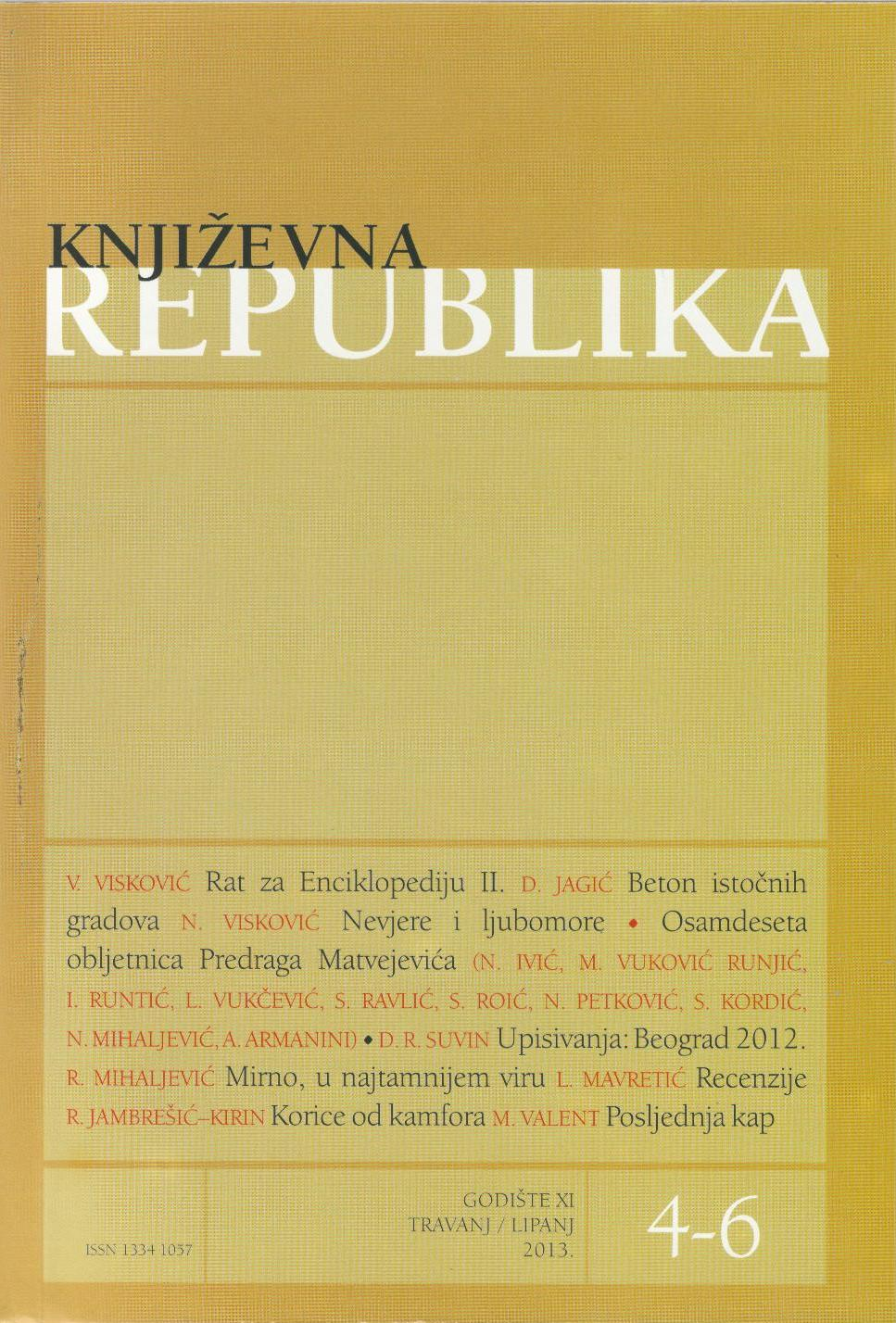
Portada de la revista Književna republika

En 2001 inició un sociolingüístico debate en forma de diálogo con los representantes más destacados de la filología croata en la revista Republika, que en 2003 pasó a la revista Književna Republika («República literaria»), con el fin de fomentar el tratamiento de las numerosas contradicciones del campo de la filología croata. Quinientos páginas aportados por Snježana Kordić en el marco de esta discusión maratoniana de diez años le sirvieron para preparar la escritura del libro Lengua y nacionalismo. El libro y su autora fueron objeto de una ingente atención mediática: el autora ha realizado más de sesenta entrevistas. El libro inspiró la Declaración sobre la lengua común.
Henryk Jaroszewicz en la reseña publicada por la revista de la Academia de Ciencias de Polonia, Socjolingwistyka, dice:

Podemos incluso atrevernos a decir que la monografía de Snježana Kordić tiene potencial para convertirse en punto de inflexión en la historia de la filología croata, un trabajo que haga época – en el pleno sentido de esta palabra – para la lingüística croata. (…) puede llegar a ser una suerte de catarsis de la croatística, un ajuste de cuentas monumental e íntegro con una era en la que la lingüística croata ha estado varada en un marasmo científico, reducida por parte de las élites croatas apenas a un papel subordinado de armamento utilizado en la lucha política por la construcción del estado croata.
Henryk Jaroszewicz (2012)

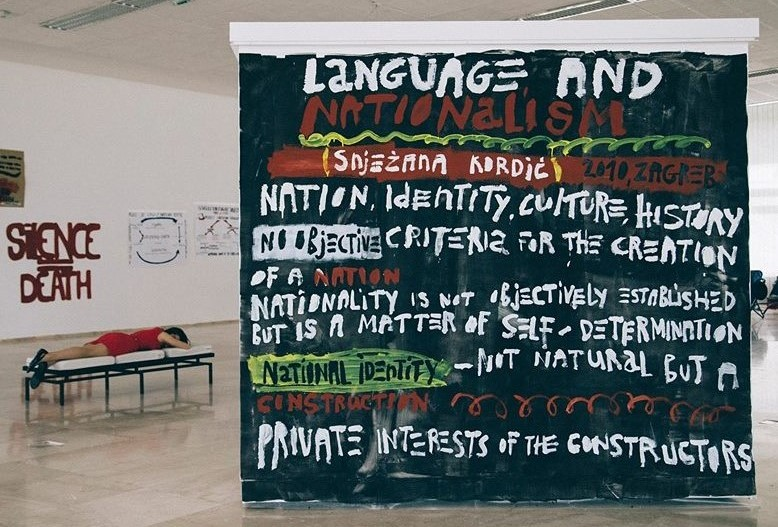
Capítulos del libro Lengua y nacionalismo

El libro aborda numerosos mitos de actualidad, Identidad nacional y lengua, los intereses privados de los constructores de naciones, la Balcanización de la cultura, qué es, quién propaga y quién se siente llamado por el nacionalismo, purismo lingüístico, el mito del victimismo y el enemigo, además de otros muchos y peligrosos estereotipos. La autora no cree que la finalidad de la lengua sea crear identidad nacional, sino comunicarse con el mayor número de personas posible. De ahí que sostenga que los nacionalistas deberían fijarse en otros aspectos si pretenden diferenciarse, ya que su posición sería contraproducente y únicamente los perjudicará a largo plazo. Sin embargo, bajo el prisma de estos movimientos los idiomas suelen trocarse, intencionadamente, en símbolos y, convertido en símbolo el instrumento, resulta fácil humanizarlo y convertirlo en arma. En el libro «impresiona la forma en que todas las afirmaciones de peso son respaldadas por una serie de citas de expertos internacionales en diferentes campos del pensamiento y la ciencia».

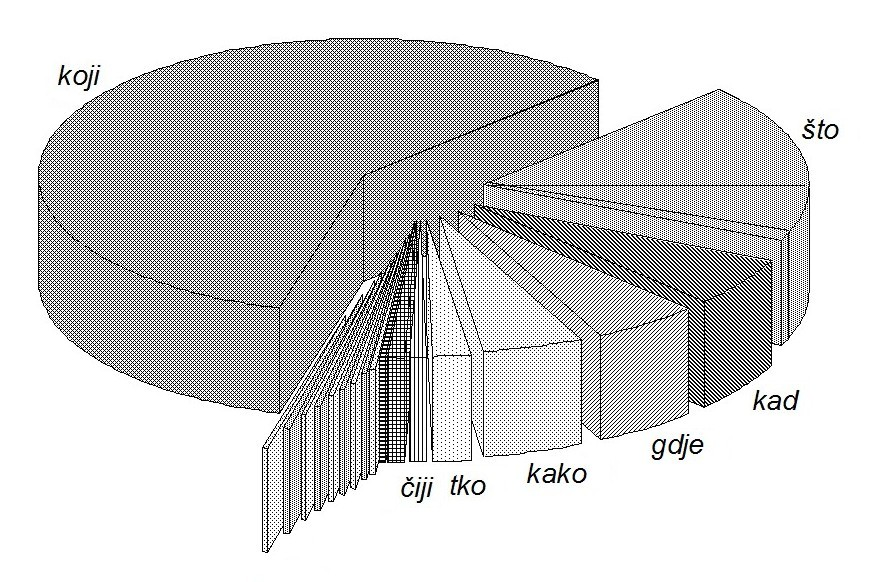
Gráfico de la frecuencia de relativizadores (Kordić)

Snježana Kordić cuenta con monografías escritas con anterioridad a Lengua y nacionalismo (La oración de relativo, de 1995, y Palabras en el límite de la significación plena, de 2002). Ambos libros fueron traducidos al alemán y publicados en la prestigiosa editorial Lincom Europa, dentro de la serie Studies in Slavic Linguistics. En Alemania, ha publicado también libros de contenido gramatical y manuales didácticos para el público del ámbito lingüístico anglosajón y alemán. Todos ellos han sido reeditados. Además, ha publicado ciento cincuenta artículos académicos en diversas publicaciones nacionales e internacionales.

## Libros publicados
Una bibliografía completa de los escritos de Kordić está disponible.

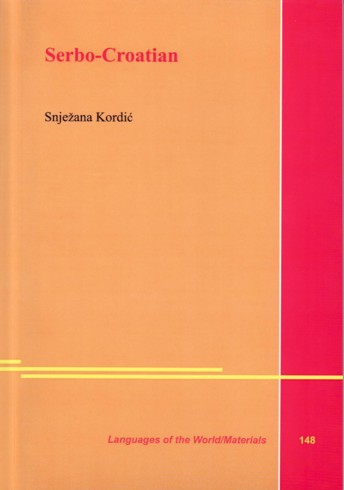
Cubierta de la 2ª edición de la gramática de la lengua serbocroata de Snježana Kordić

- —— (1995). Relativna rečenica [La oración de relativo] (PDF). Znanstvena biblioteka (en serbocroata). Zagreb: Matica hrvatska y Hrvatsko filološko društvo. p. 366. ISBN 953-6050-04-8. LCCN 97154457. OCLC 37606491. OL 2863536W. doi:10.2139/ssrn.3460911. LIBRIS 7994083.
  - —— (1999). Der Relativsatz im Serbokroatischen [La oración de relativo en serbocroata]. Studies in Slavic Linguistics (en alemán) (2002 2ª edición ; 2005 3ª edición). Múnich: Lincom Europa. p. 330. ISBN 3-89586-573-7. OCLC 42422661. OL 2863535W. S2CID 171902446. LIBRIS 6690649. Índice
- —— (1997). Serbo-Croatian [Serbocroata]. Languages of the World/Materials (en inglés) (2006 2ª edición). Múnich: Lincom Europa. p. 71. ISBN 3-89586-161-8. OCLC 37959860. OL 2863538W. LIBRIS 6690539. Índice
- —— (1997). Kroatisch-Serbisch. Ein Lehrbuch für Fortgeschrittene mit Grammatik [Croatoserbio. Un libro de texto para estudiantes avanzados con la gramática] (en serbocroata) (2004 2ª edición). Hamburgo: Buske. p. 196. ISBN 3-87548-162-3. OCLC 40305383. OL 15270855W. (2ª edición ISBN 3-87548-382-0)
- —— (2001). Wörter im Grenzbereich von Lexikon und Grammatik im Serbokroatischen [Palabras en la zona fronteriza de lexicón y gramática en serbocroata]. Studies in Slavic Linguistics (en alemán). Múnich: Lincom Europa. p. 280. ISBN 3-89586-954-6. LCCN 2005530314. OCLC 47905097. OL 2863539W. LIBRIS 8335022.
  - —— (2002). Riječi na granici punoznačnosti [Palabras en el límite de la significación plena] (PDF) (en serbocroata). Zagreb: Hrvatska sveučilišna naklada. p. 227. ISBN 953-169-073-1. LCCN 2009386657. OCLC 54680648. OL 2863537W. S2CID 61311912. doi:10.2139/ssrn.3467413.

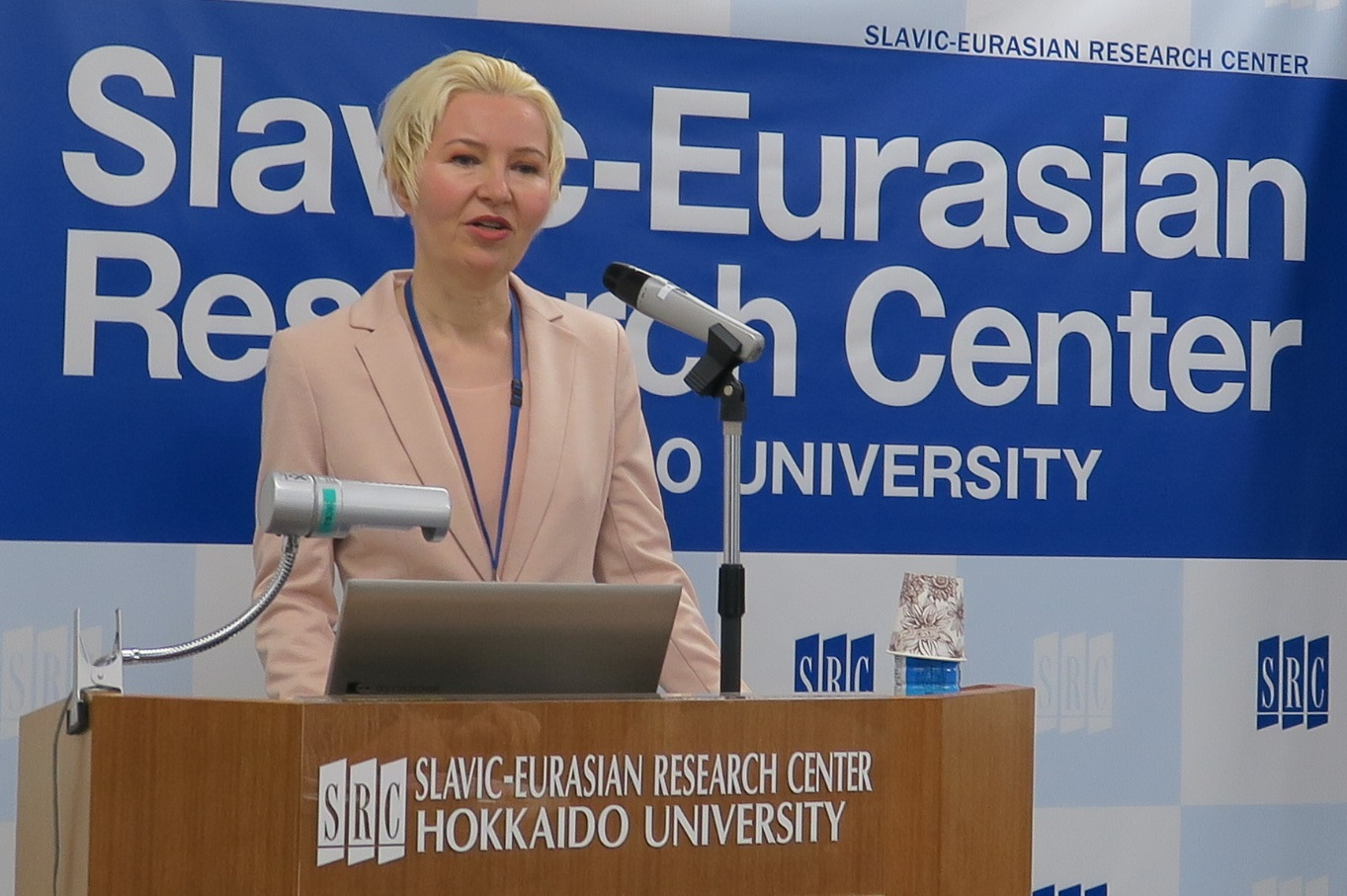
Snježana Kordić como orador principal sobre lengua y nacionalismo en una conferencia en Japón (2018)

- —— (2010). Jezik i nacionalizam [Lengua y Nacionalismo] (PDF). Rotulus Universitas (en serbocroata) (2018 2ª edición). Zagreb: Durieux. p. 430. ISBN 978-953-188-311-5. LCCN 2011520778. OCLC 729837512. OL 15270636W. S2CID 220918333. doi:10.2139/ssrn.3467646. LIBRIS 11895519.

### Obras traducidas al español
- —— (2014). Lengua y Nacionalismo. Bibliotheca Balcanica. Traducido por Juan Cristóbal Díaz Beltrán (2021 2ª edición). Doxa & Episteme. p. 553. ISBN 978-84-936668-8-0. OL 16814702W., edición 2021 digital, Amazon, ASIN B09NNTBYYP, Índice Archivado el 4 de marzo de 2016 en Wayback Machine.